# Municipio de Coin
El municipio de Coin (en inglés: Coin Township) es un municipio ubicado en el condado de Carroll en el estado estadounidense de Arkansas. En el año 2010 tenía una población de 655 habitantes y una densidad poblacional de 13,15 personas por km².

## Geografía
El municipio de Coin se encuentra ubicado en las coordenadas 36°19′23″N 93°19′42″O / 36.32306, -93.32833. Según la Oficina del Censo de los Estados Unidos, el municipio tiene una superficie total de 49.8 km², de la cual 49,7 km² corresponden a tierra firme y (0,19 %) 0,1 km² es agua.

## Demografía
Según el censo de 2010, había 655 personas residiendo en el municipio de Coin. La densidad de población era de 13,15 hab./km². De los 655 habitantes, el municipio de Coin estaba compuesto por el 91,6 % blancos, el 0,61 % eran amerindios, el 0,15 % eran asiáticos, el 4,58 % eran de otras razas y el 3,05 % eran de una mezcla de razas. Del total de la población el 10,23 % eran hispanos o latinos de cualquier raza.